# Ardala församling
Ardala församling är en församling i Skara pastorat i Skara-Barne kontrakt i Skara stift i Svenska kyrkan. Församlingen ligger i Skara kommun i Västra Götalands län.
Församlingen omfattar västra, norra och södra delarna av Skara kommun och den omsluter alltså till stor del Skara domkyrkoförsamling i centrala delen av kommunen, där tätorten Skara finns. Ardala församlings största tätort är Ardala väster om Skara. Denna ort har gett församlingen dess namn, även om det inte finns någon församlingskyrka där. Församlingen motsvarar i huvudsak den tidigare Ardala landskommun.

## Administrativ historik
Församlingen bildades 2006 genom sammanslagning av Händene församling, Synnerby församling, Härlunda församling, Vinköls församling, Marum-Gerums församling och Skallmeja församling och ingår sedan dess i Skara pastorat.

## Kyrkor
- Bjärklunda kyrka
- Händene kyrka
- Marums kyrka
- Skallmeja kyrka
- Synnerby kyrka
- Vinköls kyrka
- Västra Gerums kyrka